# Bulbophyllum thomense
Bulbophyllum thomense là một loài phong lan thuộc chi Bulbophyllum.